# 奇亞爾科柳山 (南永加斯縣)
16°36′52″S 67°48′36″W / 16.61444°S 67.81000°W
奇亞爾科柳山是玻利維亞的山峰，位於該國西部拉巴斯省南永加斯县，處於伊宜馬尼峰西北面，屬於安第斯山脈中玻利維亞瑞阿爾山脈的一部分，海拔高度5,398米。